# M.W. Kellogg
La M. W. Kellogg Limited (o MWKL) è una azienda britannica al servizio del mercato degli idrocarburi, operante in settore internazionale.
Fa parte del gruppo Halliburton.

## Storia dell'azienda
Nel 1900 Morris W. Kellogg fonda la M.W. Kellogg Company, azienda specializzata nella costruzione di tubature (piping).
La M. W. Kellogg Limited fu fondata nel 1930 a partire dalla M.W. Kellogg Company.
Nel 1939 costruisce la prima apparecchiatura in larga scala di cracking catalitico in continuo,  e in seguito ne costruisce altre tre a Grangemouth su richiesta della British Petroleum (BP).
Nel 1988 la Dresser(fornitrice di servizi integrati e project management per l'industria petrolifera), acquisisce la M.W. Kellogg.
Nel 1998 la Halliburton Co. acquisisce la Dresser Industries, e con essa la M.W.Kellogg.
Nel 2002 la Halliburton annuncia la creazione di gruppi: la Halliburton's Energy Services Group (gruppo di ingegneria) e la KBR (o Kellogg Brown and Root, gruppo di costruzione), in modo da suddividere la gestione della Halliburton.